# Doha High Rise Office Building
La Doha Tower (برج دوحة), également appelée Doha 9 High Rise Office Tower ou Doha 9, est un gratte-ciel situé à Doha, au Qatar, inauguré en 2012, conçu par l'architecte français Jean Nouvel. En juin 2012, le Council on Tall Buildings and Urban Habitat (CTBUH) récompense la Doha Tower dans la catégorie de « meilleur grand bâtiment au Moyen-Orient et en Afrique. »

## Historique
Les études de phase pour la tour ont été menées au cours de juillet 2002 et juillet 2003. En 2004, le projet est initialement nommé High Rise Office Building puis, une fois la construction achevée en 2012, est nommé Burj Doha par le propriétaire, le Cheikh Saoud Bin Mohammed Bin Ali. Le public note la « forme phallique »,, ce que Nouvel, l'architecte, appelle une « virilité pleinement assumée »

## Description
La tour de 46 étages possède une superficie brute d'environ 110 000 m2 et une surface utile de 60 000 m2. Le bâtiment dispose de trois niveaux de parking en sous-sol, un rez-de-chaussée, une mezzanine et en outre 46 niveaux. Un restaurant est mis à disposition au 42e étage.
La structure de la tour est hélicoïdale, et le bâtiment est surmonté d'un dôme avec une flèche très étroite au sommet. La conception est similaire à la Tour Agbar de 38 étages construite en Espagne entre 2000 et 2005, et les non bâtis Tours Sans Fins de Paris, tous deux conçus par l'architecte Nouvel. L'entrée du bâtiment de la tour est sculpté dans un paysage qui descend dans un grand hall sous une verrière. Les pentes plantées qui entourent la tour brouillent les limites de l'environnement naturel et artificiel.
La façade du bâtiment est quant à elle entourée par un énorme brise-soleil. De fait, à distance, la tour donne un aspect texturé, mais en se rapprochant, des motifs islamiques traditionnels apparaissent, rappelant la complexité géométrique des moucharabieh.
Au 27e étage, un atrium offre une hauteur de plafond de 112 mètres.

## Accès
Le grand bâtiment, d'une hauteur de 238 mètres, se situe entre le côté nord de la baie de Doha et le nouveau centre-ville. Il se situe à seulement 15 minutes de l'aéroport international de Doha, et été conçu dans le cadre du développement culturel majeur qui prévoit de remodeler la baie de Doha avec plusieurs bâtiments remarquables le long de la côte.